# Kubanski (Novopokróvskaia)
|  | Per a altres significats, vegeu «Kubanski». |

Kubanski - Кубанский (rus) és un possiólok del krai de Krasnodar, a Rússia. És a 10 km al sud-oest de Novopokróvskaia i a 159 km al nord-est de Krasnodar. Pertanyen a aquest possiólok els possiolki de Vperiod, Malokubanski, Séverni, Sovetski, Urojaini i Iujni.